# William Orbit
William Orbit, artistnamn för William Mark Wainwright, född 15 december 1956, är en brittisk musiker och musikproducent, mest känd för att ha producerat Madonnas album Ray of Light (1998).
Orbit har spelat in flera till största delen instrumentala soloalbum under namnet Strange Cargo. Han startade bandet Torch Song tillsammans med Laurie Mayer, Grant Gilbert och Rico Conning på 1980-talet och var den musikaliskt drivande kraften bakom Bassomatic i början av 1990-talet. Han har också producerat och remixat många andra musiker.

## Diskografi

### Med Torch Song
- Wish Thing
- Ecstasy
- Exhibit A
- Toward the Unknown Region

### Med Bassomatic
- Set the Controls for the Heart of the Bass
- Science & Melody

### Solo
- Orbit
- Strange Cargo I
- Strange Cargo II
- Superpinkymandy
- Strange Cargo III
- Strange Cargo Hinterland
- Pieces in a Modern Style
- 2006 – Hello Waveforms